# Dothiorella reniformis
Dothiorella reniformis är en svampart som först beskrevs av Viala & Ravaz, och fick sitt nu gällande namn av Petr. & Syd. 1927. Dothiorella reniformis ingår i släktet Dothiorella och familjen Botryosphaeriaceae.   Inga underarter finns listade i Catalogue of Life.